# Steve Clark
Stephen Maynard Clark (23. dubna 1960 Sheffield - 8. ledna 1991 Londýn) byl britský hudební skladatel, kytarista a člen rockové skupiny Def Leppard.

## Život
Již v raném věku se zajímal o hudbu a v 11 letech dostal svou první kytaru. Poté rok navštevoval hodiny klasické kytary a obdivoval skupinu Led Zeppelin.

## Def Leppard
Do skupiny Def Leppard přišel rok po jejím založení, v roce 1978. Předtím působil ve své vlastní skupině s názvem Electric Chicken. Původní kytarista skupiny Def Leppard, Pete Willis znal Steva Clarka ze střední školy a tak ho pozval na konkurz skupiny Def Leppard, jehož se Steve neúčastnil. Při pozdějším koncertním setkání Joe Elliott společně s Petem Willisem mu znovu nabídli možnost účasti na konkurzu, který již úspěšně absolvoval.

## Osobní život
Steve Clark byl zasnoubený s americkou modelkou Lorelai Shellist, po 7 letech jejich vztah skončil. Lorelai uvedla, že příčinou rozchodu byla Stevova závislost na alkoholu. Kytarista Phil Collen ho přesvědčil, aby přestal pít alkohol, načež se Steve rozhodl léčit ze závislosti na alkoholu, ale léčbu nedokončil.
Napsal většinu skladeb skupiny Def Leppard. Jako člen skupiny Def Leppard, měl přezdívku "The Riffmaster" díky svému talentu a hře kytarových riffů.

## Smrt
Dne 8. ledna 1991 byl nalezen mrtev ve svém domě na pohovce svojí přítelkyně. Příčinou smrti byla směs alkoholu a léků na předpis. V době smrti měl v krvi 3 promile alkoholu a morfin. Večer před svou smrtí byl v restauraci nedaleko svého bydliště, o půlnoci odešel domů, aby se podíval na film.